# 鉄人探偵団
『鉄人探偵団』（てつじんたんていだん）は、山下貴光による日本の推理小説、青春小説。

## 概要
- 『屋上ミサイル』で第7回『このミステリーがすごい!』大賞の大賞受賞した著者の受賞後第1作目となる作品。
- 第4回新潮エンターテインメント大賞の最終選考に残った作品である

## ストーリー
内向的で心優しい少年と乱暴者で周囲に恐れられているクラスの王様的な少年が在籍する6年1組に、関西弁の転校生「てつじん」がやって来た。2人は、鉄人のペースに巻き込まれて行き、やがて、クラスメイトのクールな秀才の少年としっかり者の学級委員の少女も加わって、町で頻発している通り魔事件を追うことになる。
| スタブアイコン | サブスタブ | この項目は、まだ閲覧者の調べものの参照としては役立たない、文学に関連した書きかけの項目です。この項目を加筆・訂正などしてくださる協力者を求めています（P:文学、PJ:ライトノベル）。項目が小説家・作家の場合には{Writer-substub}を、文学作品以外の本・雑誌の場合には{Book-substub}を貼り付けてください。 |